# Astrit Ajdarević
Astrit Ajdarević (Pristina, 17 april 1990) is een Zweeds-Albanees voetballer die doorgaans als aanvallende middenvelder speelt.

## Clubcarrière
Astrit Ajdarević werd geboren in de Joegoslavische stad Pristina. Zijn vader, voetballer Agim Ajdarević, ruilde in 1992 FK Spartak Zlatibor Voda in voor Falkenbergs FF. De 2-jarige Ajdarević verhuisde mee naar Zweden en sloot zich in 1996 aan bij de jeugd van Rinia IF. De talentrijke middenvelder maakte nadien ook de overstap naar Falkenbergs.
In 2006/07 maakte hij zijn officieel debuut voor de Zweedse club. In dezelfde periode ontdekte ook Liverpool FC de jonge Ajdarević. In december 2006 legde hij een succesvolle test af bij de Engelse club. Ajdarević werd ondergebracht bij de jeugd van Liverpool.
In 2009 werd hij uitgeleend aan Leicester City FC. Ondanks een handvol wedstrijden kon hij Leicester overtuigen van zijn kwaliteiten. Na zijn uitleenbeurt nam de club hem definitief over van Liverpool.
Een doorbraak bij Leicester kwam er echter niet. Na een korte uitleenbeurt aan Hereford United liet de club hem transfervrij vertrekken.
Ajdarević keerde in juni 2010 terug naar Zweden en tekende een contract bij Örebro SK. In zijn debuutwedstrijd wist hij ook meteen te scoren. De club was tevreden over zijn prestaties en bood hem een contractverlenging aan. Maar een clausule in Ajdarević' contract zorgde ervoor dat hij na het seizoen naar een andere club mocht. De middenvelder belandde in 2011 bij IFK Norrköping, waar hij in geen tijd een vaste waarde werd.
Op 1 juli 2012 kondigde Ajdarević via Twitter aan dat hij een contract had getekend bij Standard Luik. Ajdarević wist hier echter nooit door te breken en vertrok anderhalf seizoen later op huurbasis naar het Engelse Charlton Athletic. Daar vond hij z'n oude trainer Guy Luzon terug. In 23 wedstrijden vond hij twee keer de weg naar het doel.
Op 19 februari 2015 werd hij voor de rest van het seizoen uitgeleend aan Helsingborgs IF. Hij speelde dertien wedstrijden voor de club.
In augustus 2015 werd het contract van Ajdarevic bij Standard in onderling overleg ontbonden. Hij tekende vrijwel meteen een contract bij z'n ex-club Örebro SK.
Op 13 december 2016 tekende hij een contract voor 3,5 seizoenen bij AEK Athene. Ajdarevic maakte op 4 januari 2017 zijn officiële debuut voor de club tegen Panetolikos.
In het seizoen 2019/20 speelde hij voor Djurgårdens IF.

## Interlandcarrière
Ajdarević nam met het Zweeds olympisch elftal deel aan de Olympische Spelen 2016 in Rio de Janeiro. Daar werd de ploeg onder leiding van bondscoach Håkan Ericson uitgeschakeld in de groepsfase, na een gelijkspel tegen Colombia (2-2) en nederlagen tegen Nigeria (1-0) en Japan (1-0).
In 2017 debuteerde hij voor het Albanees voetbalelftal in een vriendschappelijke wedstrijd tegen Turkije (3-2 overwinning) op 13 november 2017 als invaller na 81 minuten voor Eros Grezda.